# Canton de Langeais
Le canton de Langeais est une circonscription électorale française située dans le département d'Indre-et-Loire et la région Centre-Val de Loire.

## Histoire
À la suite du redécoupage cantonal de 2014, les limites territoriales du canton sont remaniées. Le nombre de communes du canton passe de 9 à 32.

## Représentation

### Conseillers d'arrondissement (de 1833 à 1940)
Le canton de Langeais avait deux conseillers d'arrondissement.
| Période                                  | Période      | Identité                       | Étiquette | Qualité |
| ---------------------------------------- | ------------ | ------------------------------ | --------- | --- |
| 1833                                     | 1840 (décès) | Samson Joseph Roux (1772-1840) |           | Ancien chef de bataillon de la Garde nationale, propriétaire, maire de Cinq-Mars                            |
| 1840                                     | 1848         | Gatien Charles Roux            |           | Maire de Cinq-Mars                                                                                          |
|                                          |              |                                |           | |
| avant 1883                               |              | Théodore Busson                |           | Propriétaire à Langeais                                                                                     |
| avant 1883                               |              | Victor Archambault             |           | Maire de Langeais                                                                                           |
|                                          |              |                                |           | |
| 1919                                     | 1925         | M. Gasnier                     |           | Conseiller municipal puis maire de Langeais, Président du Conseil d'arrondissement                          |
| 1919                                     | 1940         | M. Deschamps                   | Radical   | Propriétaire, conseiller municipal de Langeais, Président du conseil d'arrondissement                       |
| 1925                                     | 1940         | François Bodet                 | Radical   | Médecin, maire de Gizeux                                                                                    |
| 1940                                     |              |                                |           | Les conseils d'arrondissement ont été suspendus par la loi du 12 octobre 1940 et n'ont jamais été réactivés |
| Les données manquantes sont à compléter. |              |                                |           | |

### Conseillers généraux de 1833 à 2015
| Période | Période             | Identité                       | Étiquette   | Qualité |
| ------- | ------------------- | ------------------------------ | ----------- | --- |
| 1833    | 1871                | Casimir Boilesve               |             | Négociant, maire de Langeais |
| 1871    | 1877                | François-Léger Gally           | Droite      | Notaire à Langeais |
| 1877    | 1912 (décès)        | Albert Lemesle                 | Républicain | Maire de Saint-Michel-sur-Loire |
| 1912    | 1940                | Paul Germain                   | Rad.        | Viticulteur Maire de Saint-Michel-sur-Loire (1912-?) Président du Conseil Général (1922-1940) Nommé conseiller départemental en 1943 |
|         |                     |                                |             | |
| 1945    | 1959 (décès)        | Henry Pellet                   | DVD         | Médecin à Langeais |
| 1959    | 1982                | Edmond Frémondière (1900-1983) | RI puis RPR | Affûteur, ancien résistant, maire de Langeais                                                                                        |
| 1982    | 12 mai 1988 (décès) | Jean-Pierre Cottet             | DVD         | Maire de Cinq-Mars-la-Pile (1977-1988)                                                                                               |
| 1988    | 1988                | Jean-Marie Gaillard            | UDF         | Minotier Maire de Langeais (1983-1995)                                                                                               |
| 1988    | 2008                | Alain Kergoat                  | PS puis DVD | Scénariste adaptateur, maire des Essards puis de Langeais (1995-2001)                                                                |
| 2008    | 2015                | Jean Gouzy                     | DVG         | Entrepreneur de maçonnerie, maire de Cinq-Mars-la-Pile (1995-2014)                                                                   |

### Conseillers départementaux depuis 2015
| Période élective | Période élective | Mandat | Mandat   | Identité          | Nuance | Nuance | Qualité                                                                                                   |
| ---------------- | ---------------- | ------ | -------- | ----------------- | ------ | ------ | --- |
| 2015             | 2021             | 2015   | 2021     | Jean-Marie Carles |        | DVG    | Maire de Cinq-Mars-la-Pile (2014-2020)                                                                    |
| 2015             | 2021             | 2015   | 2021     | Martine Chaigneau |        | LREM   | Ancienne première Vice-Présidente du Conseil Général jusqu'en 2015 Ancienne maire de Souvigné (2001-2014) |
| 2021             | 2028             | 2021   | en cours | Jean-Marie Carles |        | DVG    | Conseiller sortant                                                                                        |
| 2021             | 2028             | 2021   | en cours | Martine Chaigneau |        | LREM   | Conseillère sortante                                                                                      |

### Résultats détaillés

#### Élections de mars 2015
À l'issue du 1er tour des élections départementales de 2015, deux binômes sont en ballottage : Daniel Fraczak et Sylvie Giot (FN, 31,23 %) et Jean-Marie Carles et Martine Chaigneau (PS, 30,16 %). Le taux de participation est de 51,54 % (13 253 votants sur 25 712 inscrits) contre 50,88 % au niveau départemental et 50,17 % au niveau national.
Au second tour, Jean-Marie Carles et Martine Chaigneau (PS) sont élus avec 56,54 % des suffrages exprimés et un taux de participation de 55,95 % (7 365 voix pour 14 389 votants et 25 716 inscrits).
Martine Chaigneau a quitté le PS. Elle est tête de liste de LREM aux élections sénatoriales de septembre 2017.

#### Élections de juin 2021
Le premier tour des élections départementales de 2021 est marqué par un très faible taux de participation (33,26 % au niveau national). Dans le canton de Langeais, ce taux de participation est de 30,22 % (7 990 votants sur 26 440 inscrits) contre 30,88 % au niveau départemental. À l'issue de ce premier tour, deux binômes sont en ballottage : Jean-Marie Carles et Martine Chaigneau (DVG, 34,52 %) et Christine Hascoët et Benjamin Philippon (DVD, 25,37 %).
Le second tour des élections est marqué une nouvelle fois par une abstention massive équivalente au premier tour. Les taux de participation sont de 34,36 % au niveau national, 31,33 % dans le département et 30,5 % dans le canton de Langeais. Jean-Marie Carles et Martine Chaigneau (DVG) sont élus avec 56,59 % des suffrages exprimés (4 199 voix pour 8 067 votants et 26 446 inscrits),,.

## Composition

### Composition avant 2015
Antérieurement à 2015, le canton de Langeais regroupait neuf communes.
| Nom                    | Code Insee | Codepostal | Superficie (km2) | Population (dernière pop. légale) | Densité (hab./km2) |
| ---------------------- | ---------- | ---------- | ---------------- | --------------------------------- | ------------------ |
| Langeais (chef-lieu)   | 37123      | 37130      | 60,38            | 4 157 (2012)                      | 69                 |
| Avrillé-les-Ponceaux   | 37013      | 37340      | 32,80            | 461 (2012)                        | 14                 |
| Cinq-Mars-la-Pile      | 37077      | 37130      | 20,11            | 3 404 (2012)                      | 169                |
| Cléré-les-Pins         | 37081      | 37340      | 35,62            | 1 380 (2012)                      | 39                 |
| Ingrandes-de-Touraine  | 37120      | 37140      | 9,46             | 523 (2012)                        | 55                 |
| Les Essards            | 37102      | 37130      | 4,17             | 152 (2012)                        | 36                 |
| Mazières-de-Touraine   | 37150      | 37130      | 34,18            | 1 323 (2012)                      | 39                 |
| Saint-Michel-sur-Loire | 37227      | 37130      | 17,51            | 652 (2012)                        | 37                 |
| Saint-Patrice          | 37232      | 37130      | 17,18            | 660 (2012)                        | 38                 |

### Composition depuis 2015
À partir de 2015, le canton de Langeais regroupait 32 communes.
À la suite de la création au 1er janvier 2017 des communes nouvelles de Langeais, par fusion de Langeais et des Essards, et des Coteaux-sur-Loire, par regroupement de Saint-Patrice, Ingrandes-de-Touraine et Saint-Michel-sur-Loire, le nombre de communes du canton descend à 29.
| Nom                              | Code Insee | Intercommunalité               | Superficie (km2) | Population (dernière pop. légale) | Densité (hab./km2) | Modifier                                    |
| -------------------------------- | ---------- | ------------------------------ | ---------------- | --------------------------------- | ------------------ | ------------------------------------------- |
| Langeais (bureau centralisateur) | 37123      | CC Touraine Ouest Val de Loire | 64,55            | 4 370 (2022)                      | 68                 | modifier les données · modifier les données |
| Ambillou                         | 37002      | CC Touraine Ouest Val de Loire | 48,85            | 1 748 (2022)                      | 36                 | modifier les données · modifier les données |
| Avrillé-les-Ponceaux             | 37013      | CC Touraine Ouest Val de Loire | 32,80            | 475 (2022)                        | 14                 | modifier les données · modifier les données |
| Benais                           | 37024      | CC Touraine Ouest Val de Loire | 20,08            | 948 (2022)                        | 47                 | modifier les données · modifier les données |
| Bourgueil                        | 37031      | CC Touraine Ouest Val de Loire | 32,95            | 3 648 (2022)                      | 111                | modifier les données · modifier les données |
| Braye-sur-Maulne                 | 37036      | CC Touraine Ouest Val de Loire | 11,84            | 201 (2022)                        | 17                 | modifier les données · modifier les données |
| Brèches                          | 37037      | CC Touraine Ouest Val de Loire | 11,63            | 222 (2022)                        | 19                 | modifier les données · modifier les données |
| Channay-sur-Lathan               | 37055      | CC Touraine Ouest Val de Loire | 28,71            | 809 (2022)                        | 28                 | modifier les données · modifier les données |
| La Chapelle-sur-Loire            | 37058      | CC Touraine Ouest Val de Loire | 19,17            | 1 472 (2022)                      | 77                 | modifier les données · modifier les données |
| Château-la-Vallière              | 37062      | CC Touraine Ouest Val de Loire | 19,80            | 1 734 (2022)                      | 88                 | modifier les données · modifier les données |
| Chouzé-sur-Loire                 | 37074      | CC Chinon, Vienne et Loire     | 28,04            | 2 150 (2022)                      | 77                 | modifier les données · modifier les données |
| Cinq-Mars-la-Pile                | 37077      | CC Touraine Ouest Val de Loire | 20,11            | 3 943 (2022)                      | 196                | modifier les données · modifier les données |
| Cléré-les-Pins                   | 37081      | CC Touraine Ouest Val de Loire | 35,62            | 1 398 (2022)                      | 39                 | modifier les données · modifier les données |
| Continvoir                       | 37082      | CC Touraine Ouest Val de Loire | 41,19            | 467 (2022)                        | 11                 | modifier les données · modifier les données |
| Coteaux-sur-Loire                | 37232      | CC Touraine Ouest Val de Loire | 44,15            | 1 872 (2022)                      | 42                 | modifier les données · modifier les données |
| Couesmes                         | 37084      | CC Touraine Ouest Val de Loire | 21,26            | 556 (2022)                        | 26                 | modifier les données · modifier les données |
| Courcelles-de-Touraine           | 37086      | CC Touraine Ouest Val de Loire | 25,71            | 480 (2022)                        | 19                 | modifier les données · modifier les données |
| Gizeux                           | 37112      | CC Touraine Ouest Val de Loire | 21,06            | 377 (2022)                        | 18                 | modifier les données · modifier les données |
| Hommes                           | 37117      | CC Touraine Ouest Val de Loire | 29,59            | 867 (2022)                        | 29                 | modifier les données · modifier les données |
| Lublé                            | 37137      | CC Touraine Ouest Val de Loire | 12,60            | 140 (2022)                        | 11                 | modifier les données · modifier les données |
| Marcilly-sur-Maulne              | 37146      | CC Touraine Ouest Val de Loire | 14,60            | 216 (2022)                        | 15                 | modifier les données · modifier les données |
| Mazières-de-Touraine             | 37150      | CC Touraine Ouest Val de Loire | 34,18            | 1 463 (2022)                      | 43                 | modifier les données · modifier les données |
| Restigné                         | 37193      | CC Touraine Ouest Val de Loire | 21,31            | 1 121 (2022)                      | 53                 | modifier les données · modifier les données |
| Rillé                            | 37198      | CC Touraine Ouest Val de Loire | 23,96            | 314 (2022)                        | 13                 | modifier les données · modifier les données |
| Saint-Laurent-de-Lin             | 37223      | CC Touraine Ouest Val de Loire | 13,86            | 344 (2022)                        | 25                 | modifier les données · modifier les données |
| Saint-Nicolas-de-Bourgueil       | 37228      | CC Touraine Ouest Val de Loire | 36,45            | 1 118 (2022)                      | 31                 | modifier les données · modifier les données |
| Savigné-sur-Lathan               | 37241      | CC Touraine Ouest Val de Loire | 17,61            | 1 314 (2022)                      | 75                 | modifier les données · modifier les données |
| Souvigné                         | 37251      | CC Touraine Ouest Val de Loire | 24,41            | 932 (2022)                        | 38                 | modifier les données · modifier les données |
| Villiers-au-Bouin                | 37279      | CC Touraine Ouest Val de Loire | 29,83            | 735 (2022)                        | 25                 | modifier les données · modifier les données |
| Canton de Langeais               | 3708       |                                | 785,92           | 35 434 (2022)                     | 45                 | modifier les données                        |

## Jumelage
Le canton de Langeais est jumelé depuis 1986 avec la ville allemande d'Eppstein.

## Démographie

### Démographie avant 2015
| 1962   | 1968  | 1975  | 1982  | 1990   | 1999   | 2006   | 2011   | 2012   |
| ------ | ----- | ----- | ----- | ------ | ------ | ------ | ------ | ------ |
| 10 046 | 9 774 | 9 286 | 9 917 | 10 461 | 10 828 | 11 603 | 12 547 | 12 712 |

### Démographie depuis 2015
En 2022, le canton comptait 35 434 habitants, en évolution de −0,28 % par rapport à 2016 (Indre-et-Loire : +1,67 %, France hors Mayotte : +2,11 %).
| 2013   | 2018   | 2022   |
| ------ | ------ | ------ |
| 35 303 | 35 377 | 35 434 |